# Guglielmo di Croÿ

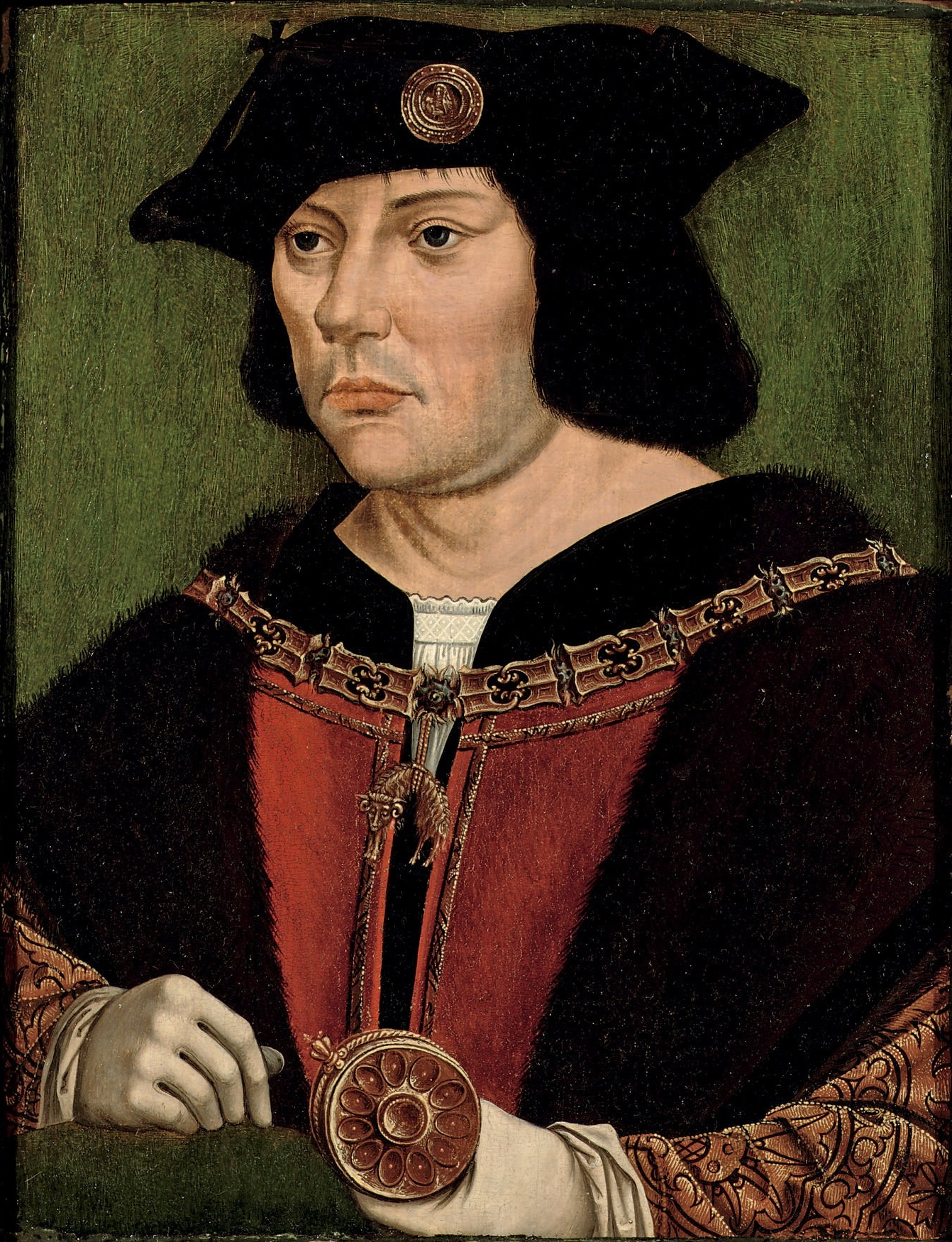
Ritratto di Guglielmo di Croÿ di cherchia di Quentin Massys

Stemma di Guglielmo di Croÿ

Guglielmo di Croÿ (1458 – Worms, 28 maggio 1521) signore di Chièvres, Duca di Sora e di Arce, Barone di Roccaguglielma (nel Regno di Napoli), primo conte di Beaumont, fu primo ciambellano dell'imperatore Carlo V che, alla morte della regina Giovanna, moglie di Ferrandino, nel 1519 gli concesse anche il feudo di Somma Vesuviana.

## Biografia
Guglielmo era il secondo figlio di Philippe I de Croÿ, Signore di Aarschot, e di Jacoba di Lussemburgo. Sposò Maria Maddalena di Hamal, ed ereditò la signoria di Beaumont e Chièvres da suo padre nel 1485. Nel 1489 fu uno dei nobili che cercò mediazioni per contenere la ribellione di Filippo di Clèves ribellatosi a Massimiliano d'Austria. 
Nel 1491 fu nominato Cavaliere dell'ordine del Toson d'oro. Entrò poi nella corte di Filippo il bello nel 1494 e dopo la morte del sovrano, nel 1506 divenne membro del consiglio reale come capitano supremo delle finanze nei Paesi Bassi, autorità che gli fu confermata dall'imperatore Massimiliano d'Austria nel 1510.
Nel 1509 divenne anche tutore di Carlo V il quale, giunto a maturità, lo nominò duca di Sora, Arce e barone di Roccaguglielma nel 1516 per pochi anni.
Fu anche Grand-Bailli (Balivo) di Hainaut dal 1497 al 1503, Statolder di Namur nel 1503, Ammiraglio del Regno di Napoli, Contador mayor (capo dell'amministrazione finanziaria) di tutta la Spagna dal 1517.
Fu Guglielmo a far pressione affinché Carlo V fosse candidato all'elezione imperiale nel 1519 e fu presente alla Dieta di Worms nel 1521, contro Martin Lutero.